# Den anden side (film)
 For alternative betydninger, se Den anden side. (Se også artikler, som begynder med Den anden side)
Den anden side er en svensk film fra 2020 instrueret af Tord Danielsson og Oskar Mellander.

## Medvirkende
- Linus Wahlgren som Fredrik
- Dilan Gwyn som Shirin
- Jakob Fahlstedt som Politimand
- Janna Granström som Julia